# Perciana meeki
Perciana meeki là một loài bướm đêm trong họ Erebidae.